# Aulo Cornelio Coso (cónsul 343 a. C.)
Aulo Cornelio Coso Arvina, a quien Tito Livio unas veces llama Coso y otras Arvina, fue magister equitum en el año 353 a. C., y una segunda vez en 349 a. C..

## Carrera política
Fue cónsul en el año 343 a. C., el primer año de las guerras samnitas, y fue el primer general romano en invadir el Samnio. Durante la marcha a través de los pasos de montaña de Samnio, su ejército fue sorprendido en un valle por el enemigo, y sólo fue salvado por el heroísmo de Publio Decio, quien tomó con un cuerpo de tropas una altura que dominaba el camino. El cónsul derrotó a los samnitas, y celebró un triunfo a su regreso a Roma.
Arvina fue cónsul de nuevo en 332 a. C., y dictador en 320 a. C., en este último año derrotó a los samnitas en una dura batalla, aunque algunos de los relatos atribuyeron la victoria a los cónsules de ese año.